# Clive Alderton
Clive Alderton (né le 9 mai 1967) est un diplomate et courtisan britannique qui est secrétaire privé du roi Charles III et de la reine Camilla depuis le 8 septembre 2022. En tant que secrétaire particulier du souverain, il est le membre opérationnel principal de la maison royale du Royaume-Uni. Il est le 25e titulaire du poste de secrétaire particulier depuis sa création en 1805.

## Biographie
Alderton fait ses études à Abingdon School. Il rejoint le ministère des Affaires étrangères en 1986 et occupe ensuite divers postes diplomatiques en Pologne, en Belgique (Union européenne), à Singapour et en France.
En 2006, il est nommé secrétaire privé adjoint du prince Charles et de son épouse, et il est promu secrétaire privé aux Affaires étrangères et du Commonwealth en 2009. En 2012, il est nommé ambassadeur au Maroc et simultanément ambassadeur non-résident en Mauritanie.
Il est nommé secrétaire particulier principal du prince de Galles et de la duchesse de Cornouailles le 5 février 2015. Il occupe ce poste jusqu'à l'accession du prince au trône sous le nom de roi Charles III le 8 septembre 2022.
Le 13 septembre 2022, Alderton prête serment en tant que membre du Conseil privé du Royaume-Uni. Le 20 octobre 2022, il participe au Conseil privé en tant que secrétaire particulier du roi. Il est co-secrétaire privé du roi, au service avec Edward Young, jusqu'au 15 mai 2023, date à laquelle Young prend sa retraite. Il est depuis lors secrétaire particulier du souverain.
Alderton est également administrateur du Fonds caritatif du Prince de Galles.
Alderton est nommé lieutenant de l'Ordre royal de Victoria (LVO) lors des honneurs du Nouvel An 2013, Commandeur de l'Ordre royal de Victoria (CVO) lors des honneurs d'anniversaire 2019 et Chevalier Commandeur de l'Ordre royal de Victoria (KCVO) dans les honneurs d'anniversaire 2022.